# Luiz Honório Vieira Souto
Luiz Honório Vieira Souto (Niterói, 11 de janeiro de 1864 – Rio de Janeiro, 18 de maio de 1934) foi um médico brasileiro.
Foi eleito membro da Academia Nacional de Medicina em 1900, ocupando a Cadeira 74, que tem Arnaldo de Morais como patrono.